# Gloydius
Gloydius es un género de serpientes venenosas que pertenecen a la subfamilia de las víboras de foseta. Este género tiene muchas semejanzas género americano Agkistrodon y está compuesto de nueve especies reconocidas, todas nativas de Asia.

## Distribución geográfica
El área de distribución de las especies conforman el género incluye Rusia (al este de los Montes Urales y en Siberia), Irán, las Himalayas de Pakistán, India, Nepal, China, Corea, Japón y Islas Ryukyu.

## Especies
| Especies         | Autor de taxón                   | Subesp.* | Nombre común                               | Distribución geográfica |
| ---------------- | -------------------------------- | -------- | ------------------------------------------ | --- |
| G. blomhoffii    | (H. Boie, 1826)                  | 3        | En inglés: Japanese mamushi                | China, Corea y Japón. |
| G. halysT        | (Pallas, 1776)                   | 4        | En inglés: Siberian pitviper               | Rusia, al este de la Montes Urales y Siberia, Irán, Mongolia al norte y centro de China, así como el sur de Islas Ryukyu.                                              |
| G. himalayanus   | (Günther, 1864)                  | 0        | En inglés: Himalayan pitviper              | A lo largo de la vertiente sur de las Himalayas desde el noreste de Pakistán al norte de India (Cachemira, Punjab) y Nepal. Vive a una altitud de 1524-3048 m s. n. m. |
| G. intermedius   | (Strauch, 1868)                  | 2        | En inglés: Central Asian pitviper          | El sureste de Azerbaiyán, el norte de Irán, sur de Turkmenistán, noroeste de Afganistán, sur de Rusia, noroeste de China y Mongolia.                                   |
| G. monticola     | (Werner, 1922)                   | 0        | En inglés: Likiang pitviper                | Las montañas del norte de Yunnan en China. |
| G. rickmersi     | Wagner et al., 2016              | 0        | En inglés: Kyrgyzstan pitviper             | Valle de Sary-Buka, al suroeste de Kirguistán. |
| G. saxatilis     | (Emelianov, 1937)                | 0        | En inglés: Rock mamushi                    | Rusia (al este de Siberia), el noreste de China y Corea del Sur y del Norte.                                                                                           |
| G. shedaoensis   | (Zhao, 1979)                     | 0        | En inglés: Shedao island pitviper          | Isla de Shedao, frente a las costas de Liaotung, China. |
| G. strauchi      | (Bedriaga, 1912)                 | 0        | En inglés: Strauch's pitviper              | La meseta tibetana en las provincias de Qinghai y el oeste de Sichuan, China.                                                                                          |
| G. tsushimaensis | (Isogawa, Moriya & Mitsui, 1994) | 0        | En inglés: Tsushima Island pitviper        | Isla de Tsushima, Japón. |
| G. ussuriensis   | (Emelianov, 1929)                | 0        | En inglés: Ussuri pitviper, Ussuri mamushi | Extremo oriente de Rusia (Krai de Primorie), el noreste de China, Corea del Norte y del Sur, así como la isla de Jeju-do.                                              |
| G. variegatus    | Ren, Huang, Wu, Jiang & Li, 2024 | 0        | En inglés: Lancang Valley pitviper         | Valle de Lancang en las Montañas Hengduan, provincia de Xizang (Tíbet), China.                                                                                         |

*) Sin incluir la especie nominal.

T) Especie tipo.